# 1-я Напрудная улица
Пе́рвая Напру́дная у́лица — улица на северо-востоке Москвы, в Лосиноостровском районе Северо-восточного административного округа. Находится между Осташковской улицей и улицей Малыгина. Названа по расположению близ небольшого пруда Торфянка.

## Расположение
1-я Напрудная улица начинается от Осташковской улицы параллельно Изумрудной улице, пересекает Осташковский проезд и заканчивается на улице Малыгина. Значительная часть улицы находится в парковой зоне пруда Торфянка.
В пределах парка улица выглядит как парковая дорожка.

## Учреждения и организации
- № 13 — общеобразовательная школа № 1188;
- № 15 — поликлиника СВАО № 120;
- № 17 — детская поликлиника СВАО № 96.